# 頭份市
頭份市，舊稱「田寮庄」，前身「頭份鎮」，位於臺灣苗栗縣北部。市內人口約有10.7萬人，為苗栗縣人口最多的行政區，境內居民以客家族群為主（約占九成），居民結構由「多重認定」準則抽樣調查，推估客閩比例約8:2。頭份市與南庄鄉、三灣鄉是苗栗縣境內使用海陸腔客家語比例相對較高的地區，有別於縣內其它以四縣腔客家語為主的行政區（除卓蘭鎮）。
因當地鄰近新竹科學園區竹南園區之便，帶動該市的經濟發展，人口持續成長。在苗栗縣內多數行政區人口嚴重外流的情況之下，其與比鄰的竹南鎮是縣內少數人口正成長的地區。

## 歷史
「頭份」的地名，完全是臺灣開墾過程的產物。在漢人沒有入拓之前的頭份，是平埔原住民道卡斯族竹塹社與中港社、以及賽夏族分布的地區。
清乾隆四年間（1739年），福建省泉州府人林耳順，率領閩粵二省漢人約三十餘人，由香山進中港，商得當時居住在頭份地區的平埔族原住民同意，雇用漢民進入頭份從事開墾，此為漢人拓殖頭份的開始，當時稱為「田寮庄」（今田寮里）。清乾隆16年（1751年）廣東省嘉應州鎮平縣（今蕉嶺縣）客家人林洪、吳永忠、溫殿玉、黃日新、羅德達等約兩百人，率領宗族飄洋過海到頭份開墾。當時，他們以「抓鬮」的方式決定開墾的地點。抓到第1號的即為「頭份」，後來沿用為地名。據說林姓人數最多，分得頭份、二份及望更寮；黃姓分得三份及新屋下；溫姓分得四份、五份；吳姓分得河唇；羅姓分得中肚，這些地名，大部分在現在頭份市、和平里和民族里一帶。光緒年間納為新竹縣竹南一堡。
日治時期，臺灣分三縣一廳，頭份屬臺北縣新竹支廳。1897年，改三縣三廳，屬臺北縣新竹辦務署。1898年，改六縣三廳，屬新竹縣頭份辦務署:1507。1901年，全臺分二十廳，頭份屬新竹廳頭份支廳。1909年，改屬新竹廳中港支廳。1920年，實施市街庄制，全臺分五州二廳，頭分庄屬新竹州竹南郡:1509。頭分庄分為頭分、田寮、東興、蟠桃、斗換坪、興隆、珊珠湖、尖山下、濫坑、蘆竹湳等10個大字。1939年，頭分庄升格為「頭分街」:1603。
1945年中華民國接管臺灣後，將日治時期的五州三廳改為八縣:1604。1946年1月11日，頭分街改為「頭份鎮」，屬新竹縣竹南區:1510。1950年調整行政區域，全臺分十六縣五省轄市:1607；10月25日，苗栗立縣，並裁撤區署，頭份鎮改隸苗栗縣:1510。2013年1月，頭份鎮人口突破10萬人。嗣後，2015年配合《地方制度法》修法，將升格縣轄市的標準自15萬人調降為10萬人，頭份鎮與彰化縣員林鎮（今員林市）因此符合改制門檻；10月5日，頭份鎮改制為縣轄市「頭份市」，成為苗栗縣的第二個縣轄市。

## 地理

### 地形
頭份市位於苗栗縣北部，新竹、苗栗兩縣交界之山麓地帶。北毗新竹縣寶山鄉，西北及西邊鄰竹南鎮，東北鄰新竹縣峨眉鄉，東接三灣鄉，南隔南港溪與造橋鄉為界:1。地處中港溪中游河谷地區，市內地形以平原及丘陵為主，平原地區屬於中港溪中後段的竹南沖積平原。

### 氣候
頭份市的氣候為夏季溼熱，冬季多風雨，冬、夏兩季較長:34。年均溫約為攝氏22.1度，月均溫最高為7月的22.8度，最低為1月的14.8度。年雨量約為1,500毫米，6月雨量最多，11月最少:35。
| 頭份(平均數據2008–2020 極端數據2008至今)                                                                                          | 頭份(平均數據2008–2020 極端數據2008至今) | 頭份(平均數據2008–2020 極端數據2008至今) | 頭份(平均數據2008–2020 極端數據2008至今) | 頭份(平均數據2008–2020 極端數據2008至今) | 頭份(平均數據2008–2020 極端數據2008至今) | 頭份(平均數據2008–2020 極端數據2008至今) | 頭份(平均數據2008–2020 極端數據2008至今) | 頭份(平均數據2008–2020 極端數據2008至今) | 頭份(平均數據2008–2020 極端數據2008至今) | 頭份(平均數據2008–2020 極端數據2008至今) | 頭份(平均數據2008–2020 極端數據2008至今) | 頭份(平均數據2008–2020 極端數據2008至今) | 頭份(平均數據2008–2020 極端數據2008至今) |
| 月份 | 1月                                      | 2月                                      | 3月                                      | 4月                                      | 5月                                      | 6月                                      | 7月                                      | 8月                                      | 9月                                      | 10月                                     | 11月                                     | 12月                                     | 全年                                     |
| --- | ---------------------------------------- | ---------------------------------------- | ---------------------------------------- | ---------------------------------------- | ---------------------------------------- | ---------------------------------------- | ---------------------------------------- | ---------------------------------------- | ---------------------------------------- | ---------------------------------------- | ---------------------------------------- | ---------------------------------------- | ---------------------------------------- |
| 历史最高温 °C（°F） | 29.8 (85.6)                              | 32.2 (90.0)                              | 32.5 (90.5)                              | 34.6 (94.3)                              | 35.0 (95.0)                              | 36.7 (98.1)                              | 37.9 (100.2)                             | 37.6 (99.7)                              | 36.4 (97.5)                              | 36.4 (97.5)                              | 32.4 (90.3)                              | 28.6 (83.5)                              | 37.9 (100.2)                             |
| 平均高温 °C（°F） | 19.3 (66.7)                              | 19.4 (66.9)                              | 21.7 (71.1)                              | 25.6 (78.1)                              | 28.7 (83.7)                              | 31.5 (88.7)                              | 32.8 (91.0)                              | 32.4 (90.3)                              | 31.2 (88.2)                              | 28.4 (83.1)                              | 25.3 (77.5)                              | 20.8 (69.4)                              | 26.4 (79.6)                              |
| 日均气温 °C（°F） | 15.6 (60.1)                              | 15.7 (60.3)                              | 17.9 (64.2)                              | 21.7 (71.1)                              | 25.2 (77.4)                              | 28.0 (82.4)                              | 29.2 (84.6)                              | 28.7 (83.7)                              | 27.4 (81.3)                              | 24.5 (76.1)                              | 21.5 (70.7)                              | 17.2 (63.0)                              | 22.7 (72.9)                              |
| 平均低温 °C（°F） | 12.7 (54.9)                              | 13.0 (55.4)                              | 14.8 (58.6)                              | 18.5 (65.3)                              | 22.2 (72.0)                              | 25.2 (77.4)                              | 26.2 (79.2)                              | 25.7 (78.3)                              | 24.3 (75.7)                              | 21.6 (70.9)                              | 18.5 (65.3)                              | 14.2 (57.6)                              | 19.7 (67.6)                              |
| 历史最低温 °C（°F） | 3.5 (38.3)                               | 4.2 (39.6)                               | 7.9 (46.2)                               | 9.0 (48.2)                               | 15.2 (59.4)                              | 17.9 (64.2)                              | 20.2 (68.4)                              | 20.9 (69.6)                              | 19.7 (67.5)                              | 15.0 (59.0)                              | 6.2 (43.2)                               | 6.1 (43.0)                               | 3.5 (38.3)                               |
| 平均降水量 mm（） | 61.3 (2.41)                              | 110.6 (4.35)                             | 138.1 (5.44)                             | 150.9 (5.94)                             | 235.5 (9.27)                             | 267.3 (10.52)                            | 124.7 (4.91)                             | 178.9 (7.04)                             | 138.0 (5.43)                             | 35.5 (1.40)                              | 39.9 (1.57)                              | 48.6 (1.91)                              | 1,529.3 (60.19)                          |
| 平均降水天数 | 8.0                                      | 9.3                                      | 11.6                                     | 11.7                                     | 10.7                                     | 10.1                                     | 7.1                                      | 9.9                                      | 7.5                                      | 3.8                                      | 4.4                                      | 5.9                                      | 100                                      |
| 平均相對濕度（％） | 79.3                                     | 82.5                                     | 80.9                                     | 79.9                                     | 81.3                                     | 78.6                                     | 74.7                                     | 78.0                                     | 76.2                                     | 73.8                                     | 78.1                                     | 77.3                                     | 78.4                                     |
| 来源1：Central Weather Administration                                                                                             |                                          |                                          |                                          |                                          |                                          |                                          |                                          |                                          |                                          |                                          |                                          |                                          |                                          |
| 来源2：Atmospheric Science Research and Application Databank (precipitation 1991–2020, precipitation days and humidity 2000–2024) |                                          |                                          |                                          |                                          |                                          |                                          |                                          |                                          |                                          |                                          |                                          |                                          |                                          |

### 人口
根據苗栗縣政府民政處及內政部戶政司統計，2024年底頭份市戶數約4萬戶，人口約10.6萬人，是苗栗縣人口第一大城市，也是臺灣人口第六大縣轄市，僅次於彰化市、竹北市、屏東市、員林市、斗六市，市內人口最多與最少的里分別是東庄里與廣興里，2024年底兩里人口分別為6,746人與935人。頭份市人口的年齡構成中，幼年人口佔比約14.06%，青壯年人口佔比約70.64%，老年人口則佔比約15.29%，老化指數約為108.74%，為苗栗縣人口老化與少子化問題相對輕微的行政區。
1990年代由於竹南科學園區的設立，伴隨大量外來人口的移入，促使頭份鎮人口穩定成長。2004年3月，頭份鎮人口超越縣治苗栗市，成為苗栗縣人口最多的行政區。頭份市境內以頭份市區及頭份交流道建國路學區延伸至后庄地區為人口較為密集的地區，其次聚落人口多分布於頭份交流道東側，即新華里、斗換坪、珊湖里一帶，以及通往永和山水庫的河背地區。頭份南境則以尖山老街、濫坑南邊為主要聚落。多年來以客家族群為主的頭份市，由於竹南科學園區廠商陸續進駐之故，近年來蓬勃發展迅速，外來人口不斷增加當中，以往人口密集的頭份舊市區，亦有很大的轉變。由於市區內社區過於飽和老舊，人口數量擴大，人們居住範圍逐漸往建國路學區地帶以及后庄一帶居住，后庄因居於交通位置的要衝，也成為頭份市近年來房市熱絡的重心地段，未來也即將計畫擴大至山下里以及東側交流道之地帶。

## 政治

### 歷任首長
| 屆次 | 姓名   | 黨籍   | 就任日期       | 卸任日期       | 備註       |
| 1    | 徐定禎 | 無黨籍 | 2015年10月5日  | 2018年12月25日 | 改制後首任 |
| 2    | 羅雪珠 | 無黨籍 | 2018年12月25日 | 2022年12月25日 |            |
| 3    | 羅雪珠 | 無黨籍 | 2022年12月25日 | 現任           |            |

### 市政組織
頭份市公所是頭份市最高層級的地方行政機關，在中華民國政府架構中為縣轄市自治的行政機關，同時負責執行縣政府及中央機關委辦事項，頭份市的自治監督機關為苗栗縣政府。市長由全體市民直接選舉產生，任期為四年，可連選連任一次。頭份市公所並置市政會議，為市政最高決策機構，在市長之下，設有7課3室等十個內部單位及5個附屬機關。
頭份市民代表會是頭份市的最高民意機關，代表頭份市全體市民立法和監察市政。市民代表由公民直選選出，任期為四年，可連選連任。頭份市民代表會共有15位市民代表，分別為第一選區3席市民代表、第二選區3席市民代表、第三選區5席市民代表、第四選區2席市民代表、第五選區2席市民代表，主席、副主席由15位市民代表互選產生。

### 行政區
現今頭份市行政範圍的確立，來自於1920年，日本將臺灣十二廳改為五州二廳，設頭分庄屬新竹州竹南郡:157。頭分庄轄頭份、田寮、東興、蟠桃、斗煥坪、興隆、珊珠湖、尖山下、濫坑、蘆竹湳等10個大字:186。1939年，頭分庄改制為「頭分街」:158。1946年1月11日，頭分街改名為「頭份鎮」，屬新竹縣竹南區。1950年10月25日，調整行政區域，頭份鎮改隸新成立的苗栗縣:159。2015年10月5日，改制為「頭份市」。
頭份市共轄33里，依據頭份市民代表會的選區劃分，可分為五個選區：
| 次分區   | 里名   | 里名   | 里名   | 里名   | 里名   | 里名   | 里名   | 里名   | 里名   | 里名   |
| -------- | ------ | ------ | ------ | ------ | ------ | ------ | ------ | ------ | ------ | ------ |
| 第一選區 | 流東里 | 斗煥里 | 新華里 | 興隆里 | 珊湖   |        |        |        |        |        |
| 第二選區 | 上埔里 | 土牛里 | 頭份里 | 自強里 | 忠孝里 | 仁愛里 | 信義里 | 和平里 | 上興里 | 下興里 |
| 第三選區 | 山下里 | 合興里 | 後庒里 | 建國里 | 成功里 | 蟠桃里 | 文化里 | 中興里 |        |        |
| 第四選區 | 民族   | 民權里 | 田寮里 | 東庒里 |        |        |        |        |        |        |
| 第五選區 | 蘆竹里 | 尖山里 | 廣興里 | 尖下里 | 濫坑   | 民生里 |        |        |        |        |

## 經濟

### 商業發展
頭份市人口在苗栗縣高居第一位，並且集中於頭份中正路以及中華路商圈最密集之地帶，如今舊市區過於飽和，市區有不斷向外擴張的趨勢，因鄰近的竹南科學園區帶動發展，逐漸形成中央路美食商圈，人口更因尚順廣場商業特區之發展，帶動頭份市人口快速成長，勢必也將因人口成長帶動而發展更快速，目前商業特區已有多達五十家以上知名餐飲業進駐，再者頭份交流道特定區亦發展快速，建國路上商家林立，商圈的形成已經不再侷限於原先的舊市區範圍內，但也因此造成部分區段交通流量變大，例如頭份交流道附近於尖峰時段常有塞車的瓶頸，就迫切亟需新的紓解規劃。近年來由於中央路商圈的發展迅速，帶動該區域週遭人口增加，促使頭份國中新校舍遷移至中央路，以符合多數就學學子的需求。

### 都市發展
頭份市以及竹南鎮因兩個行政區非常鄰近，都市計畫屬於一體的，故兩市鎮儼然形成一個共同生活圈，視為雙城的都市結構，近年來新竹科學園區在竹南鎮北端設置竹科第4期，帶來大量的就業人潮，因竹南科學園區基地毗鄰頭份市市區，頭份交流道至竹南科學園區入口處，只有短短一公里的距離，使得頭份市成為許多竹科上班族繼竹北市購屋指標以外的新選擇。

## 教育
頭份市現有高級中學一所，分別為苗栗縣立興華高級中學；國民中學三所，分別為苗栗縣立頭份國民中學、苗栗縣立建國國民中學、苗栗縣立文英國民中學；國民小學十二所，分別為苗栗縣頭份市頭份國民小學、苗栗縣頭份市斗煥國民小學、苗栗縣頭份市尖山國民小學、苗栗縣頭份市信德國民小學、苗栗縣頭份市建國國民小學、苗栗縣頭份市僑善國民小學、苗栗縣頭份市六合國民小學、苗栗縣頭份市永貞國民小學、苗栗縣頭份市后庄國民小學、苗栗縣頭份市信義國民小學、苗栗縣頭份市新興國民小學、苗栗縣頭份市蟠桃國民小學。另有頭份市立圖書館（原名「林為寬紀念圖書館」）等一間公共圖書館。原有大專院校為亞太創意技術學院一校，已於2019年6月20日由教育部行文停辦。

## 交通
頭份市境內沒有鐵路（縱貫線）經過，距離最近的鐵路車站即是屬於一等站的竹南車站，該車站是山海線北端交會點，也是頭份市對外重要的交通樞紐，隨著竹南車站東站的啟用，使得頭份市民搭乘臺鐵的便利性大幅增加。公路運輸方面，中山高速公路在頭份市內設有頭份交流道，另外頭份市也鄰近福爾摩沙高速公路香山交流道，在臺灣的交通地段相當特殊，因此頭份市的對外交通相當便利。

### 公路
- 中山高速公路
  - 頭份交流道（110）
- 福爾摩沙高速公路

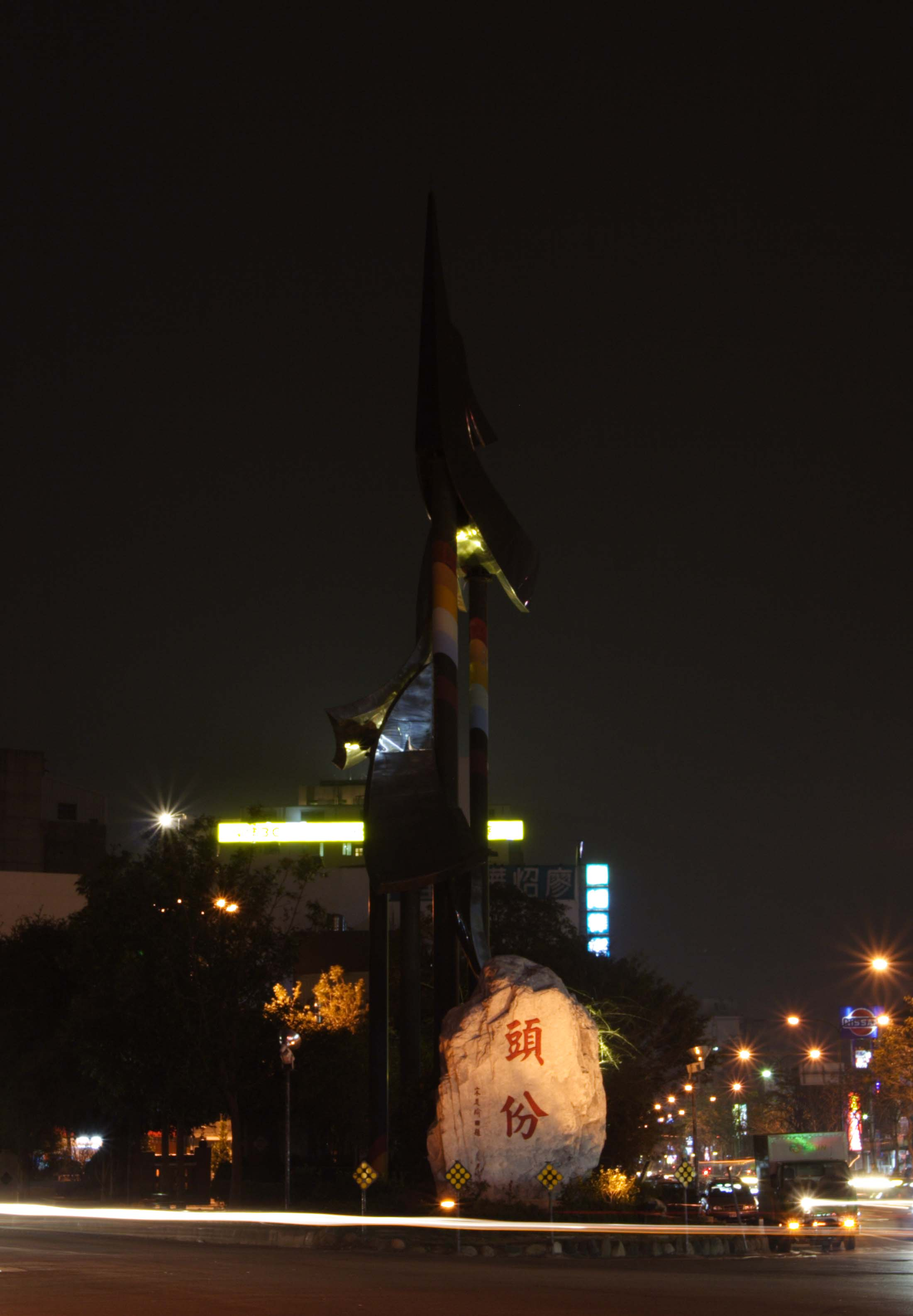
歡迎蒞臨頭份市(頭份市地標)

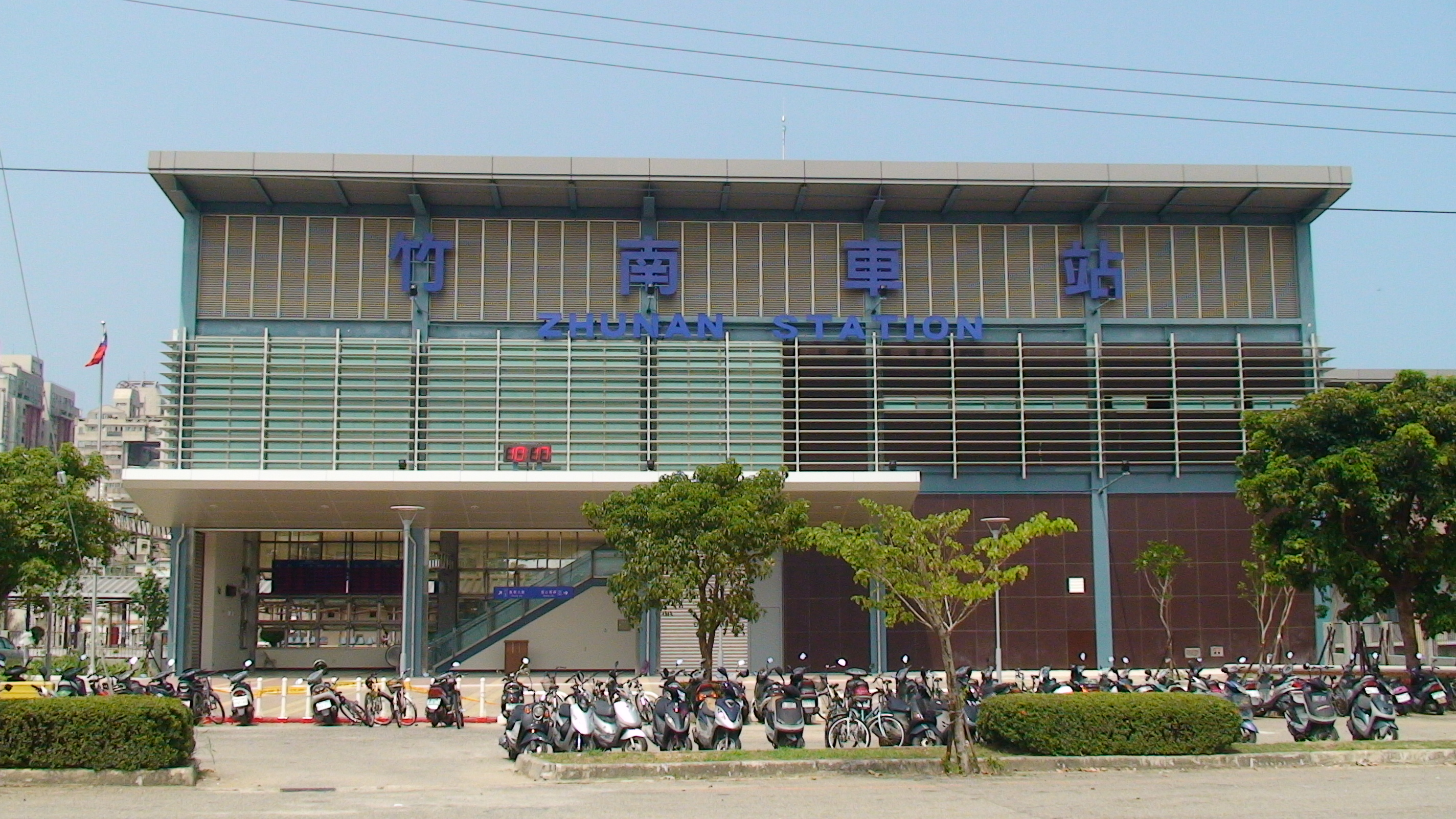
台鐵竹南站東站出口（頭份市方向出入口）

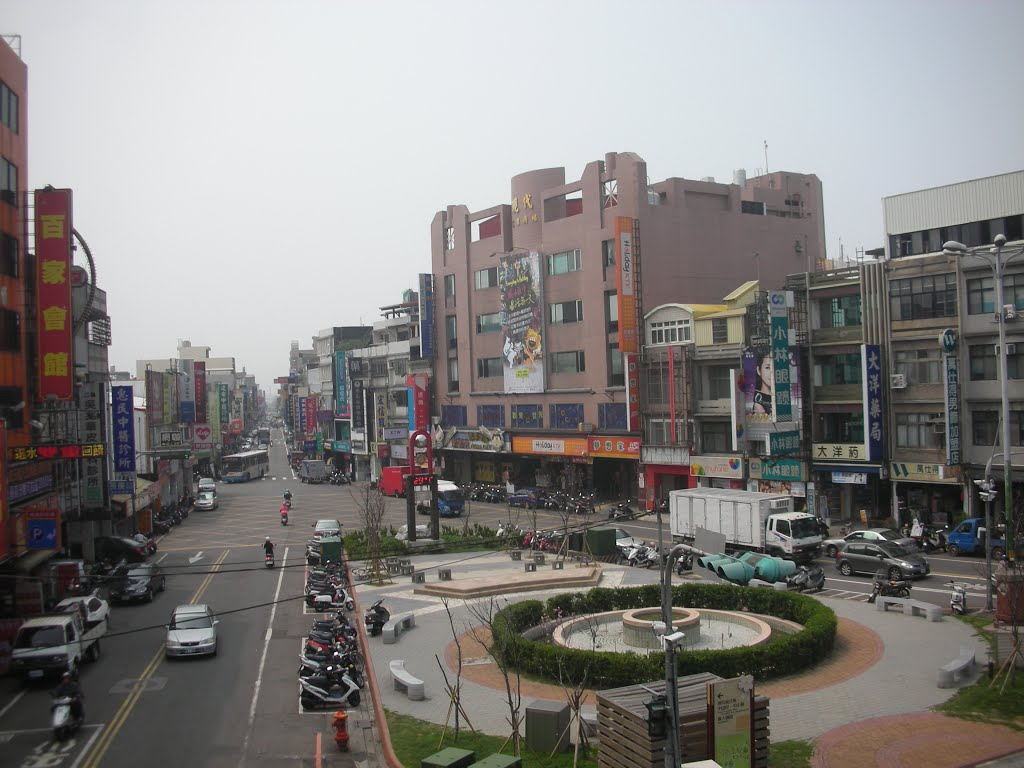
頭份市街景(頭份之心)

  - 香山交流道（109）位於竹南鎮和新竹市香山區交界。
  - 竹南交流道（119，透過聯絡道即可抵達）
- 台1線：中華路－自強路
  - 台1己線：竹南交流道聯絡道
- 台3線
- 台13線
  - 台13甲線
- 縣道124號：竹南鎮－頭份市－三灣鄉－南庄鄉－獅潭鄉
  - 縣道124甲線：頭份－崎子頭，全長僅1.7公里，為頭份交流道聯絡道路。
  - 縣道124丙線：苗栗縣北橫公路

主要幹道
- 台1線（中華路、自強路）：北接新竹市通過竹南科學園區進入頭份市，南通台13線進入造橋鄉。
- 台13線（永貞路、尖豐公路）：自竹南公義路通往頭份市路名成為永貞路；南向道路通往頭份市尖山路段為尖豐公路通往造橋鄉大西村。
- 縣道124號（中正路、民族路）：東西向縣道，西往竹南市區，東接台3線往三灣鄉進入南庄鄉。
- 中央路：往返竹南鎮主要道路之一，與竹南環市路為共同道路。
- 中興路：往返竹南科學園區主要道路之一，北接竹南科學園區，南至八德一路止，為境內最重要的縱向道路之一。
- 建國路：往來中山高速公路頭份交流道之市區道路。
- 信東路、信義路、東興路、東民路、文化路、八德一路、八德二路等。

### 公路客運
國光客運
- 頭份站（104年12月22日與苗栗客運總站完成共站）
  - 1823：竹南－台北（經頭份）

苗栗客運
- 頭份站

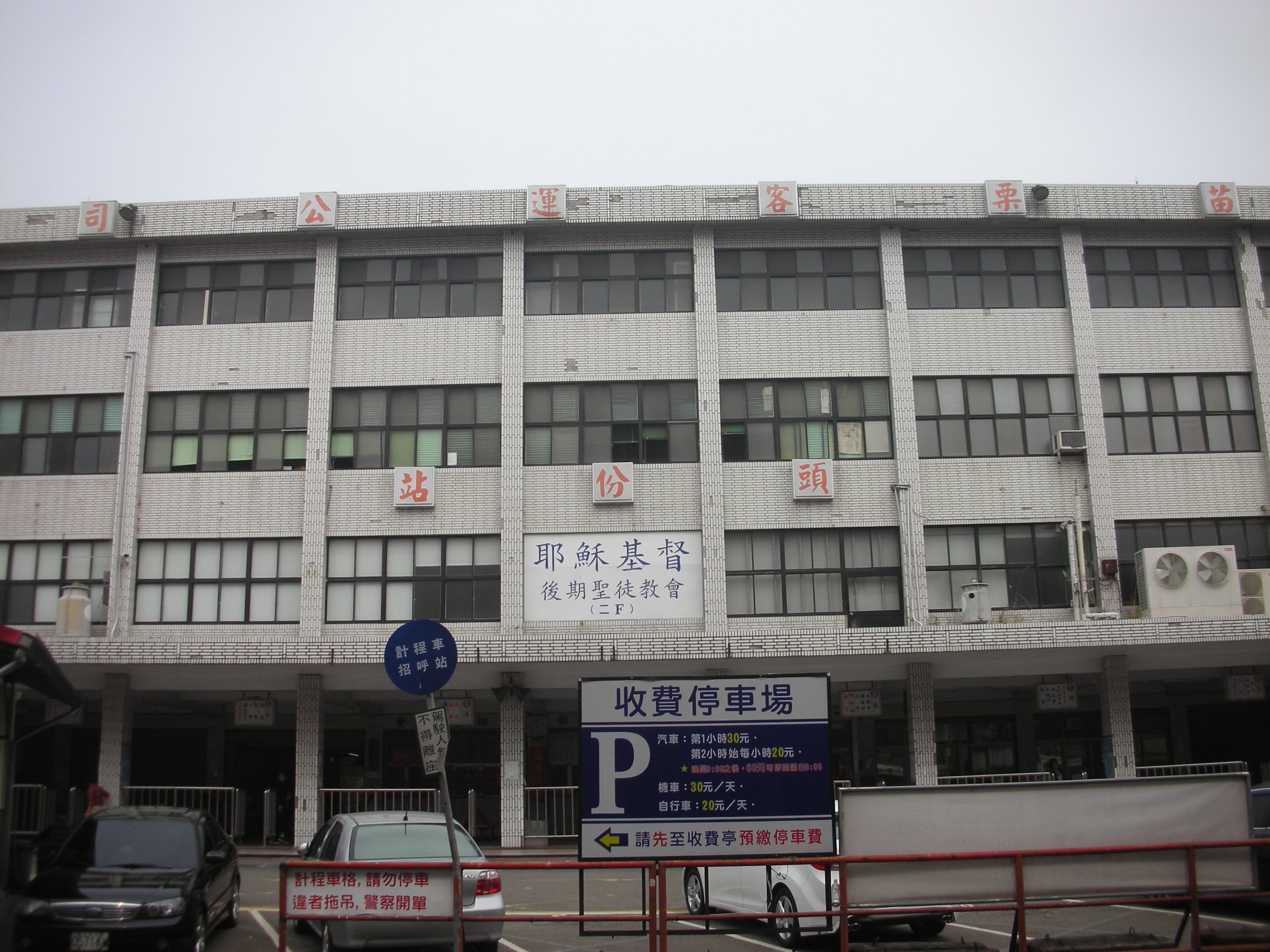
苗栗客運(國光客運)頭份站

  - 5801 苗栗－大坪－頭份－新竹（部份班次頭份止）
  - 5803 苗栗－高鐵苗栗站－造橋－頭份－竹南－新竹
  - 5804 竹南東站－頭份－大南埔－南庄
  - 5805 竹南－頭份－獅頭山－南庄
  - 5806 竹南－頭份－大南埔－南庄
  - 5807 新竹－頭份－育達大學－後龍
  - 5807A 新竹－頭份－高鐵苗栗站－後龍
  - 5810 竹南－頭份－大埔壩－富興
  - 5812 風爐缺－永和山水庫
  - 5813 頭份－後庄－龍鳳宮－竹南－海口
  - 5823 新竹－牛埔－新城－水流東－頭份－竹南

新竹客運
- 站牌
  - 5609 竹東－北埔－峨眉－珊珠湖

### 公共自行車
苗栗縣公共自行車租賃系統是苗栗縣政府推動的公共自行車租賃系統，2017年11月22日苗栗與YouBike簽約合作，2018年6月26日開始營運，2019年8月27日使用人次數破百萬，頭份市已於2018年7月5日啟用YouBike 1.0系統，至2024年4月1日起引進YouBike 2.0系統。資料截至2024年4月8日，YouBike 1.0系統與2.0系統已個別在頭份市設有16個租賃站點，可甲地租車、乙地還車，提供民眾租借使用。

## 旅遊
由於頭份市在苗栗縣內屬於相對偏向都市型態的城鎮，因此市內較少大型的著名觀光景點，假日人潮熱絡的地方都在頭份市周圍的鄉鎮，例如三灣、南庄一帶的觀光區，不只是頭份市民就近的假日好去處，更是台灣其他地都會區的遊客青睞的地方；但頭份市仍然具有濃厚的客家文化民情，像是當地的老街巷弄，或是具有客家文化的古蹟寺廟，都非常值得耐人尋味。
頭份市的客家小吃也頗具特色，隨著工商業的發達，竹南科學園區四期的開發，頭份市已經成為苗栗新興發展之地，像是近年來新規劃的中央路美食街，引進各式各類餐館，街道上的腳踏車規劃步道，還有推動興建中的尖山米粉老街等等，都是現在或未來頭份市觀光尋訪的好去處。

### 風景名勝

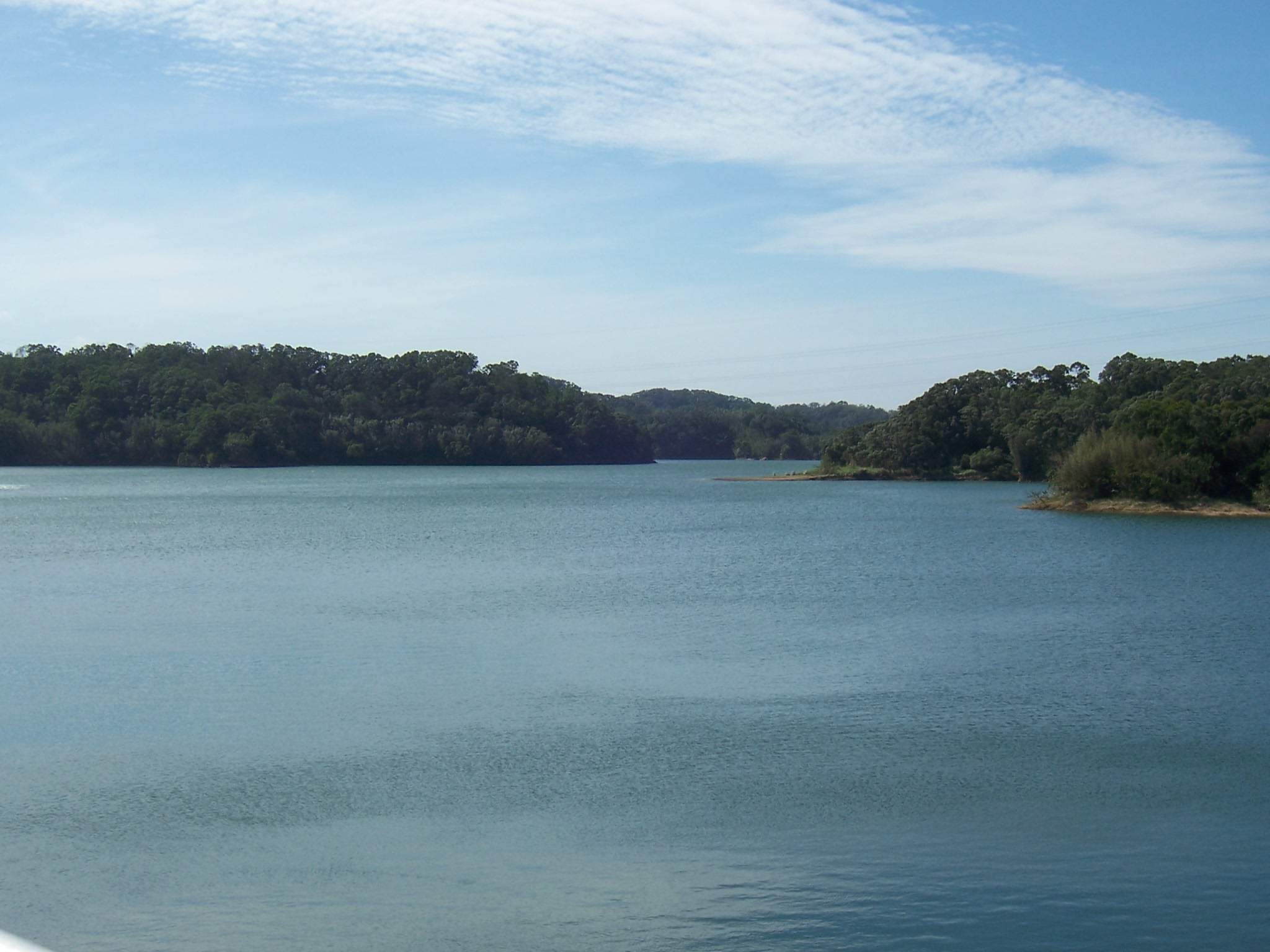
永和山水庫

- 永和山水庫：位於頭份市以及三灣鄉交界處，是台灣首座沒有水門和水閘的水庫，為典型的離槽水庫。
  - 永和山農場
  - 永和山自行車步道
- 頭份市後花園：縣道124號頭份斗換坪國小附近即是頭份市後花園路口處。
  - 楓香林
  - 怡明茶園
  - 錦春農場

永和山水庫- 桐花季步道
地址： 苗栗縣三灣鄉永和村
大眾運輸： 竹南火車站搭乘苗栗客運5805路及5806路至頭份總站下車，並轉乘苗栗客運5812路至永和山水庫站下車
自行開車： 國道1號頭份交流道下，循中正路直行、左轉東興路，經東興大橋後直行即可抵達永和山水庫。

### 古蹟寺廟
- 頭份義民廟

頭份義民廟創建至今已有100餘年歷史，正殿1樓主祀義民爺，配祀文昌帝君、至聖先師、魁斗星君、五路財神、天上聖母和福德正神；2、3樓為凌霄寶殿，奉祀玉皇大帝、三官大帝、三恩主、觀音菩薩及註生娘娘、太歲星君等諸神聖佛。義民廟位於頭份市區內的中山路老街，是為頭份市當地客家居民信仰中心。
- 頭份福德祠

創設於清光緒十一年（1885年），祠齡逾百年，是市區各里居民的信仰中心。「頭份福德祠」位於頭份市中山路老街上，位於頭份義民廟旁，地方人稱為「大伯公」。「頭份福德祠」算是北台灣規模最大的土地公廟之一，其佔地80坪，是頭份市民眾的信仰中心，平日香火鼎盛，農曆年前後更是香客不斷。日前改建期間，廟方特地為祀奉的土地公、土地婆、月下老人、與保佑兒童的石母娘娘重塑金身。金身以墨西哥黃玉雕刻，委請越南工匠雕刻而成，每尊重達5公噸，造價上千萬元，新舊金身請入廟內安座後，更有許多信眾爭睹玉雕神像的風采，並祈求閤境平安。
- 合港田寮永貞宮

永貞宮位於頭份市田寮里的永貞路上，主祀天上聖母(媽祖)，內殿中媽祖娘娘雕塑神態莊嚴，左邊奉祀觀音菩薩，右邊祀廣澤尊王像。永貞宮雖距離竹南較近，但主要祭祀者多為頭份人（因為竹南另有兩間很大的媽祖廟--中港慈裕宮與後厝龍鳳宮）。永貞宮也與頭份工業區遙遙相望，每年的祭典舉行3次，分別於農曆三月廿三日聖母壽誕；四月八日娘娘出巡；以及七月九日的中元普渡。 
- 珊珠湖太陽宮

歷史悠久的的太陽宮，聳立在頭份市珊湖里的半山坡上，視野可眺望中港溪以及苗栗南庄一帶的山區，最遠還可以看見雪山山脈，內奉太陽星君畫像、太陰星娘、太上老君、倉頡聖人、堯帝、舜帝、盤古爺、伏羲帝、關聖帝君、孔明、包公諸聖像。
- 大化宮

頭份市大化宮座落在往獅頭山方向的道路上，在斗煥國小前的小市場對面，於嘉慶18年創建，民國18年因破裂曾重建過。廟本身建築規模不大，沒有金碧輝煌的建築，分正殿及左、右二廂房。正殿主祀三山國王神像，右配祀萬世師及佛祖神位。左廂房稱義民寶座，內奉褒封忠義前鋒英烈諸公諸公神位、褒封粵東忠義諸公神位、褒封忠義軍師資雲陳先生位三神位。右廂房稱為長生祿位房。
- 楊統領墓

頭份市楊統領廟位於頭份市仁愛里高速公路東側，內政部曾暫核定為二級古蹟，後因變更為廟，撤消列級。楊統領名為楊載雲（又名再雲或紫雲），清代湖南省湘潭縣人，所以麾下軍隊大多是湖南人，號「新楚軍」為清末戌臺有名將領。「頭份鎮志」記載：乙未之役（光緒廿一年，公元一八九五），臺灣同胞成立民主國抗拒日人，知府黎景嵩組新楚軍，楊戴雲任管兵統領，鄉民乃稱其為「楊統領」。
- 頭份石觀音寺

位在興隆里，以泉水知名。
- 賽夏五福龍神宮

位在興隆里，祭祀賽夏族的蛇神。
- 竹子閣

- 曾家古蹟

### 人文景點
城市漫遊
- 頭份市區：鄰近頭份交流道，以中華路、中正路等主要幹道所構成，境內以頭份市上公園和下公園之間為市區核心地段，頭份市的消費育樂、政經中心皆位於此附近。

- 中央路美食街：位於頭份市自強路與信義路交叉點通往竹南方向即是中央路五十米大道，現今多達數十家餐廳進駐，像是牛排館、義式餐廳、火鍋店和平價小炒餐館等等，儼然形成了美食街。

- 建國夜市：時間為每星期二晚上於頭份市建國路旁的流動夜市，是頭份市主要的夜市。

- 揉風 慢活 貓貍海：一條從頭份市市區旁沿著中港溪河畔通往竹南海濱的自行車道。 並且可以接上苗栗縣濱海自行車道。

- 尚順廣場：為尚順開發第一期範圍，大潤發頭份店已於99年11月開幕，位於自強路、東民路以及和平路之間鄰近的工業用地，該店提供12,000坪購物空間，500個室內停車位。位於大潤發頭份店左側，為總面積佔地約7,000坪，規畫5間200坪店面的旗艦店及100間5坪小店面。目前已經進駐的，王品-西堤牛排、聚-北海道昆布鍋、品田牧場、鍋大爺、品禪四季養生餐廳。

- 尚順育樂世界：為尚順開發第二期範圍，已於2015年5月陸續營運，園區內有尚順育樂天地、尚順購物中心、尚順君樂飯店三棟事業體，各棟間以空橋連接。[26]

- 尖山米粉老街：位於頭份尖山里的米粉老街，曾經盛行一時，隨著科技進步，傳統產業沒落的今日，當地政府極力再造米粉老街之文化，尖山大橋的改建、老街再造之規劃，呈現不同的新風貌。

- 永寧渡樂助碑

特產
- 椪風茶(東方美人茶)
- 黑豆
- 西瓜
- 蜂蜜
- 文旦
- 高接梨
- 尖山米粉
- 頭份米
- 土雞

節慶
- 四八文化斗燈節：每年的農曆四月八日於頭份義民廟所舉辦的祭典節慶，活動為期數日，初八以及初九皆有廟宇作勢陣頭遊街以及媽祖繞境等活動！期間亦有攤販設於頭份市中山路老街義民廟前。

## 外部連結
- 頭份市公所 （页面存档备份，存于）（繁體中文）
- 頭份市公所－緣頭小份的Facebook專頁
- YouTube上的頭份市公所頻道